# Lootospark
Het Lootospark is een multifunctioneel stadion in Põlva, een stad in Estland.
Het stadion werd geopend in 2004. Er vonden twee openingswedstrijden plaats. EJL tegen FC Cosmos (3–0) en FC Lootos tegen FC Flora Tallinn (0–3). In 2011 werd het stadion gerenoveerd. Kleinere renovaties vonden plaats in 2017 en 2019. In het stadion ligt een kunstgrasveld van 100 bij 64 meter.
Het stadion wordt vooral gebruikt voor voetbalwedstrijden, de voetbalclub Põlva FC Lootos maakt gebruik van dit stadion. Ook het nationale vrouwenelftal heeft een aantal wedstrijden in dit stadion gespeeld. In het stadion is plaats voor 600 toeschouwers.